# КК Бешикташ
КК Бешикташ (тур. Beşiktaş Jimnastik Kulübü İstanbul) турски је кошаркашки клуб из Истанбула. У сезони 2024/25. такмичи се у Првој лиги Турске и у Еврокупу.

## Историја
КК Бешикташ је основан 1967. године као део спортског друштва Бешикташ. Током своје историје био је учесник првог ранга кошаркашких такмичења у Турској сваке године, осим у сезони 1988/89. Ипак, првак Турске био је само 2 пута, а поред тога има и две титуле у турским куповима.
На међународној сцени од значајнијих успеха бележи једно освајање Еврочеленџа — европског такмичења трећег ранга (сезона 2011/12). Као учесник осталих европских такмичења није постизао запаженије резултате и најдаље је стизао до четвртфинала, а у сезони 2012/13. по први пут се надметао у највишем рангу — Евролиги.

## Успеси

### Национални
- Првенство Турске:
  - Првак (2): 1975, 2012.
  - Вицепрвак (8): 1972, 1976, 1977, 1982, 1983, 2005, 2017, 2025.

- Куп Турске:
  - Победник (1): 2012.
  - Финалиста (4): 1971, 1973, 2011, 2025.

- Куп Председника:
  - Победник (1): 2012.
  - Финалиста (1): 1987.

### Међународни
- ФИБА Еврочеленџ:
  - Победник (1): 2012.

## Учинак у претходним сезонама
| Сез.     | Првенство Турске | Куп Турске   | Европско такмичење                 |
| -------- | ---------------- | ------------ | ---------------------------------- |
| 2010/11. | Четвртфинале ПО  | Финалиста    | Еврокуп — Топ 32                   |
| 2011/12. | Првак            | Победник     | Еврочеленџ — Победник              |
| 2012/13. | Четвртфинале ПО  | Полуфинале   | Евролига — Топ 16                  |
| 2013/14. | Четвртфинале ПО  | Четвртфинале | Еврокуп — Осмина финала            |
| 2014/15. | 9. место         | Групна фаза  | Еврокуп — Топ 32                   |
| 2015/16. | 9. место         | —            | Еврокуп — Прва фаза                |
| 2016/17. | Вицепрвак        | Четвртфинале | ФИБА Лига шампиона — Осмина финала |
| 2017/18. | Четвртфинале ПО  | Полуфинале   | ФИБА Лига шампиона — Осмина финала |
| 2018/19. | Четвртфинале ПО  | Полуфинале   | ФИБА Лига шампиона — Осмина финала |
| 2019/20. | прекинуто        | —            | ФИБА Лига шампиона — Осмина финала |
| 2020/21. | Полуфинале ПО    | није игран   | ФИБА Куп Европе — Групна фаза      |
| 2021/22. | 10. место        | —            | ФИБА Лига шампиона — Плеј-ин       |
| 2022/23. | 14. место        | није игран   | ФИБА Куп Европе — Квалификације    |
| 2023/24. | Полуфинале ПО    | Полуфинале   | Еврокуп — Полуфинале               |
| 2024/25. | Вицепрвак        | Финалиста    | Еврокуп — Осмина финала            |

## Познатији играчи
| - Ален Ајверсон - Карлос Аројо - Енгин Атсур - Ратко Варда - Гашпер Видмар - Дерон Вилијамс - Синан Гулер - Владимир Дашић - Предраг Дробњак | - Семих Ерден - Зоран Ерцег - Дамир Маркота - Адам Морисон - Попс Менса-Бонсу - Ђуро Остојић - Керем Тунчери - Мајер Четмен - Кертис Џерелс |

## Познатији тренери
- Ергин Атаман